# Гриновцы (Житомирская область)
Гриновцы (укр. Гринівці) — село на Украине, находится в Любарском районе Житомирской области.
Код КОАТУУ — 1823184002. Население по переписи 2001 года составляет 524 человека. Почтовый индекс — 13143. Телефонный код — 4147. Занимает площадь 17,134 км².
В селе родился Герой Советского Союза Григорий Клименко.

## Адрес местного совета
13142, Житомирская область, Любарский р-н, с.Малый Браталов, ул.Школьная, 4